# Nationaal park Meru Betiri
Nationaal park Meru Betiri is gelegen in Indonesië in het zuidoosten van de provincie Oost-Java nabij de plaats Jember.
Het nationaal park beslaat een gebied van  580 km2 inclusief een zeegebied van 8.45 km2. De hoogste berg is de Betiri (1,192 m), waarnaar het park vernoemd is.
Het Meru Betiri gebied werd voor het eerst aangewezen als beschermd bos door de Nederlandse koloniale overheid in 1931. In 1972 werd een bosgebied van 500 km2 aangewezen als natuurreservaat, met prioriteit voor het beschermen van het leefgebied van de toen bedreigde Javaanse tijger. In 1982 werd het reservaat uitgebreid tot de huidige omvang van 580 km2 en uitgeroepen tot nationaal park, dat uiteindelijk in 1997 als zodanig werd aangewezen.